# Armorial des communes du Territoire de Belfort
- il comporte peu ou pas de sources.
- il reste des blasons à dessiner dans cet armorial.
- certaines figures sont encore dans un format bitmap et doivent être vectorisées.
- certaines figures ne sont pas accompagnées de leur blasonnement.

Blason officiel du Territoire de Belfort : D'azur à trois jumelles d'or, à une tour crenelée et couverte du même ouverte et ajourée du champ, maçonnée de sable et sommée d'une bannière du second, brochant sur le tout.

(0 dessin(s) en attente.)
Cette page dresse l'ensemble des armoiries (figures et blasonnements) des 102 communes du Territoire de Belfort disposant à ce jour d'un blason connu. Les communes dotées d'armes à enquerre (dont le blason ne respecte pas la Règle d'alternance émail/métal) sont maintenues dans cet armorial, mais celles dotées d'un pseudo-blason (dessin d'amateur ressemblant vaguement à un blason, mais ne respectant aucune règle de construction héraldique de base) et celles dépourvues d'un blason, en sont volontairement exclues. Leur statut est mentionné à la fin de la section correspondant à leur initiale.
- Haut – A
- B
- C
- D
- E
- F
- G
- H
- I
- J
- K
- L
- M
- N
- O
- P
- Q
- R
- S
- T
- U
- V
- W
- X
- Y
- Z

## A
| Blason de Andelnans | Blason  | D'argent à un tau d'azur, à la bordure de gueules. |
| Blason de Andelnans | Détails | Le tau évoque Saint Antoine. Les membres de l'Ordre de Saint Antoine portaient un habit noir sur lequel était cousu un large tau bleu. L'héraldique interdisant la superposition bleu/noir, le noir fut remplacé par l'argent. Le statut officiel du blason reste à déterminer. |

| Blason de Angeot | Blason  | D'argent à deux lions affrontés de sable. |
| Blason de Angeot | Détails | - À ne pas confondre avec Vauthiermont, qui porte l'inverse : De sable à deux lions affrontés d'argent. Le statut officiel du blason reste à déterminer. |

| Blason de Anjoutey | Blason  | De gueules à un mouton d'argent surmonté de deux fleurs de lys d'or rangées en chef . |
| Blason de Anjoutey | Détails | Le statut officiel du blason reste à déterminer.                                      |

| Blason de Argiésans | Blason  | D'azur à la fasce d'or accompagnée de trois coquilles du même. |
| Blason de Argiésans | Détails | Différences entre dessin et blasonnement : La commune porte des coquilles d'or et une fasce ondée (ci-contre), alors que le blasonnement original indique des coquilles d'argent sur une fasce droite standard. Aucune référence concernant la modification faite par la commune. Armes attribuées en 1697 par D'HOZIER sous Louis XIV, mais les coquilles y étaient d'argent. La date de la transition argent→or est inconnue. |

| Blason de Autrechêne | Blason  | Deux écus accolés : - Eschêne-Autrage : De sinople à un chêne d'or englanté de gueules. - Rechotte : D'azur à un coq contourné d'or, crêté, barbé, becqué et membré de gueules.                                    |
| Blason de Autrechêne | Détails | Armes parlantes. (chêne) La commune est née le 1er janvier 1973 de la fusion des villes d'Eschène-Autrage et de Rechotte, qui portaient les deux armes ci-contre. Le statut officiel du blason reste à déterminer. |

| Blason de Auxelles-Bas | Blason  | Parti d'or à trois bandes de gueules, et de sable au lion d'argent couronné du premier, armé et lampassé du second. |
| Blason de Auxelles-Bas | Détails | "Le lion représente la force, la confiance et la foi; les trois bandes sont l’emblème de la noblesse, de la richesse et du bon vouloir. Ces armes sont celles des sires d’Auxelles, de la Seigneurie de Faucogney aux XIIIe et XVIe siècles, puis des comtes de Ferrette seigneurs d’Auxelles." Le statut officiel du blason reste à déterminer. |

| Blason de Auxelles-Haut | Blason  | Parti d'un fascé de gueules et d'or, et de sable à un enfant emmailloté d'or posé de front. |
| Blason de Auxelles-Haut | Détails | Le statut officiel du blason reste à déterminer.                                            |

- Haut – A
- B
- C
- D
- E
- F
- G
- H
- I
- J
- K
- L
- M
- N
- O
- P
- Q
- R
- S
- T
- U
- V
- W
- X
- Y
- Z

## B
| Blason de Banvillars | Blason  | Deux écus accolés : - De gueules à trois annelets d'argent. - D'azur à trois barres échiquetées à plomb d'or et de gueules. |
| Blason de Banvillars | Détails | Les armes à dextre sont celles de la famille de BREITLANDENBERG, celles à senestre de la famille de ROPPACH (ROPPE). La dernière descendante de la famille du premier ayant épousé un membre de celle du second en 1705. Armoiries proposées par la Commission Nationale d'Héraldique le 22 septembre 1960, et adoptées le 24 septembre 1960. |

| Blason de Bavilliers | Blason  | D'azur à la barre de gueules*, au lion d'or surmonté de l'inscription BAVILLIERS en lettres capitales d'argent et soutenu d'une fleur de lis du même, tous enfermé dans une filière de gueules et l'ensemble brochant sur le tout . |
| Blason de Bavilliers | Détails | * Il y a là non-respect de la règle de contrariété des couleurs : ces armes sont fautives (gueules sur azur). Adopté en mai 2024 |
| Blason de Bavilliers | Alias   | D'or au lion de sable (inversion des couleurs de l'original de D'Hozier). |

| Blason de Beaucourt | Blason  | Écartelé : au 1er parti d'or à trois demi-ramures de cerf de sable, et de gueules à deux bars adossés d'or ; au 2d parti de sable et d'or, au 3e d'argent à la croix d'azur cantonnée de quatre échiquetés* de trois tires d'azur et d'argent, au quatrième de sinople à la roue d'or. |
| Blason de Beaucourt | Détails | Le statut officiel du blason reste à déterminer. |

| Blason de Belfort | Blason  | D’azur à la tour crénelée et couverte d’or, ajourée et ouverte du champ, maçonnée de sable et girouettée d’argent, accostée des lettres B à dextre et F à senestre capitales aussi d'or. Ornements extérieurs - Légion d’honneur (19/04/1896). - Croix de guerre 1914-1918. - Croix de guerre 1939-1945. La tour symbolise le Château de la Miotte. |
| Blason de Belfort | Détails | Le statut officiel du blason reste à déterminer. |

| Blason de Bermont | Blason  | D'argent à la fasce ondée d'azur.                |
| Blason de Bermont | Détails | Le statut officiel du blason reste à déterminer. |

| Blason de Bessoncourt | Blason  | D'azur à trois couronnes (ducales) d'or rangées en pal. |
| Blason de Bessoncourt | Détails | Le statut officiel du blason reste à déterminer.        |

| Blason de Bethonvilliers | Blason  | D'azur à trois jumelles d'or, trois flammes de gueules rangées en pal brochant sur chacune des jumelles. |
| Blason de Bethonvilliers | Détails | Le statut officiel du blason reste à déterminer.                                                         |

| Blason de Boron | Blason  | De gueules à trois poissons d'or rangés en bande. |
| Blason de Boron | Détails | Le statut officiel du blason reste à déterminer.  |

| Blason de Botans | Blason  | Parti d'azur et d'or, à une roue de moulin de l'un en l'autre. |
| Blason de Botans | Détails | Le statut officiel du blason reste à déterminer.               |

| Blason de Bourg-sous-Châtelet | Blason  | D'azur à la fasce bastillée de quatre pièces d'or maçonnée de sable. |
| Blason de Bourg-sous-Châtelet | Détails | Adoptées en 1988. Auteur(s)M. Camille Heidet                         |

| Blason de Bourogne | Blason  | D'azur à un mouton passant d'argent, surmonté de la lettre B capitale d'or.      |
| Blason de Bourogne | Détails | Armoiries ratifiées par la Commission Nationale d'Héraldique le 24 janvier 1959. |

| Blason de Brebotte | Blason  | D'argent au pal d'azur chargé de trois cailloux d'or. |
| Blason de Brebotte | Détails | L'argent symbolise la rivière du lieu. L'azur la vertu de justice. Les trois cailloux (autrefois besants ?) évoquent l'Histoire qui opposa au 18e siècle les paroissiens du lieu à leur curé. Un procès dura 30 ans, qui fût finalement gagné par les paroissiens. Le statut officiel du blason reste à déterminer. |

| Blason de Bretagne | Blason  | D'hermine au chef de gueules chargé de trois coquilles d'argent.                        |
| Blason de Bretagne | Détails | L'hermine fait allusion à la Bretagne. Le statut officiel du blason reste à déterminer. |

| Blason de Buc | Blason  | De gueules à trois croissants d'argent, au chef cousu de sinople. |
| Blason de Buc | Détails | * Ces armes emploient le terme « cousu » dans le seul but de contrevenir à la règle de contrariété des couleurs : elles sont fautives : Les chefs sont tout autant soumis à la Règle d'alternance émail/métal que le reste des éléments d'un écu. Le statut officiel du blason reste à déterminer. |

- Haut – A
- B
- C
- D
- E
- F
- G
- H
- I
- J
- K
- L
- M
- N
- O
- P
- Q
- R
- S
- T
- U
- V
- W
- X
- Y
- Z

## C
| Blason de Charmois | Blason  | D'argent à un rameau de charme de sinople.                                 |
| Blason de Charmois | Détails | Armes parlantes. (charme) Le statut officiel du blason reste à déterminer. |

| Blason de Châtenois-les-Forges | Blason  | D'azur à trois tours d'or maçonnées, ouvertes et ajourées de sable.                                                             |
| Blason de Châtenois-les-Forges | Détails | Armoiries attribuées à la commune par D'HOZIER en 1696, adoptées et confirmées le 12 mai 2005 par les Archives Départementales. |

| Blason de Chaux | Blason  | De sable à l'aigle d'or. |
| Blason de Chaux | Détails | Les armes sont identiques à la commune voisine de La Chapelle-sous-Chaux, ce qui laisse supposer un passé féodal commun. Le statut officiel du blason reste à déterminer. |

| Blason de Chavanatte | Blason  | D'azur à trois croisettes d'or rangées en chef. |
| Blason de Chavanatte | Détails | La commune utilise une version accompagnée de l'inscription "CHAVANATTE" en fasce et d'une fleur de lys d'or (en hommage au retour du lieu à la France à la suite de la guerre de Trente Ans en pointe, toutes deux d'or. Mais rien ne source ces éléments. Le statut officiel du blason reste à déterminer. |

| Blason de Chavannes-les-Grands | Blason  | D'or au lion couronné de sable, à la bordure engrêlée d'azur. |
| Blason de Chavannes-les-Grands | Détails | Le statut officiel du blason reste à déterminer.              |

| Blason de Chèvremont | Blason  | D'azur au chevron d'or accompagné en pointe d'un mont de six coupeaux du même.     |
| Blason de Chèvremont | Détails | Armes parlantes (chevron + mont). Le statut officiel du blason reste à déterminer. |

| Blason de Courcelles | Blason  | De gueules à la fasce d'argent, à la fleur de lys du même brochant sur le tout. |
| Blason de Courcelles | Détails | Le statut officiel du blason reste à déterminer.                                |

| Blason de Courtelevant | Blason  | D'azur à trois besants ovales d'argent, ceux du chef posés en chevron renversé, celui de la pointe couché; au chef du même chargé de deux fleurs de lis d'or* ; le tout enfermé dans une bordure réduite d'argent. |
| Blason de Courtelevant | Détails | * Il y a là non-respect de la règle de contrariété des couleurs : ces armes sont fautives (or sur argent). Le statut officiel du blason reste à déterminer.                                                        |

| Blason de Cravanche | Blason  | De gueules à une poterie d'argent. |
| Blason de Cravanche | Détails | La poterie rappelle la présence d'un site néolithique sur le territoire de la commune. Le statut officiel du blason reste à déterminer. |

| Blason de Croix | Blason  | De gueules à la croix d'argent cantonnée de quatre besants d'or.             |
| Blason de Croix | Détails | Armes parlantes (La croix). Le statut officiel du blason reste à déterminer. |

| Blason de Cunelières | Blason  | Ecartelé : au premier et au quatrième de gueules plain, au deuxième d'argent à la branche de cornouiller tigée et feuillée de sinople, fruitée de gueules, en bande, au troisième d'argent au brin de sarriette de sinople fleuri de gueules en bande ; sur le tout de sinople au lièvre en forme d'argent. |
| Blason de Cunelières | Détails | Armes parlantes (Le radical CUNEL pourrait venir de CUNICULUS, lapin, d'où l'on aurait fait CUNICULARIERAE, CUNELIERES). Officiel. |

- Haut – A
- B
- C
- D
- E
- F
- G
- H
- I
- J
- K
- L
- M
- N
- O
- P
- Q
- R
- S
- T
- U
- V
- W
- X
- Y
- Z

## D
| Blason de Danjoutin | Blason  | D'or à deux loups d'azur passant l'un sur l'autre. |
| Blason de Danjoutin | Détails | Les armes de Danjoutin datent, comme d'autres, de Louis XIV : devant préparer en plein hiver le siège d'une zone acquise aux frondeurs, les habitants de Danjoutin ont aidé les soldats de l'armée royale à saper la zone, "à pas de loup"... Armoiries concédées par le roi Louis XIV, par lettres patentes de décembre 1659. |

| Blason de Delle | Blason  | D'or à une touffe de joncs de sinople mouvant de la pointe. |
| Blason de Delle | Détails | La commune, suivie à tort en ce sens par l'Armorial des Communes de France, a converti son ancien blason en un logo, ce qui n'invalide pas le blason historique attribué par d'HOZIER. Le statut officiel du blason reste à déterminer. |

| Blason de Denney | Blason  | D'azur à la fasce haussée échiquetée d'or et de gueules de deux tires |
| Blason de Denney | Détails | Le statut officiel du blason reste à déterminer. |
| Blason de Denney | Alias   | D'argent à un chêne de sable, ses feuilles parties du même et d'or, et englanté du même ; au chef de France,. Le blason en alias est non-officiel, et de création récente (2015). De plus il arbore le Chef de France, ce qui ne pourrait être valide puisque la ville n'a pas reçu le Chef de France des mains du Roi. |

| Blason de Dorans | Blason  | Parti d'azur à trois jumelles d'or, et d'argent à la fasce ondée d'azur.                          |
| Blason de Dorans | Détails | Armoiries créées par la Commission Départementale d'Héraldique le 10 mai 1958 et le 29 mars 1959. |

- Haut – A
- B
- C
- D
- E
- F
- G
- H
- I
- J
- K
- L
- M
- N
- O
- P
- Q
- R
- S
- T
- U
- V
- W
- X
- Y
- Z

## E
| Blason de Eguenigue | Blason  | D'azur à la chapelle d'argent, essorée de gueules, ouverte et ajourée de sable, accompagnée en chef d'un coeur croiseté d'or à dextre et d'une coquille d'argent à senestre, posée sur une champagne d'or chargée de dix tourteaux de sable, 5, 4 et 1. |
| Blason de Eguenigue | Détails | Le statut officiel du blason reste à déterminer. |

| Blason de Éloie | Blason  | De gueules au pont d'argent maçonné de sable sur une rivière ondée d'azur mouvant de la pointe, sommé d'un coq d'or. |
| Blason de Éloie | Détails | Adoptées le 7 juillet 1989. Auteur(s)Le Conseil National d'Héraldique, en collaboration avec M. Camille Heidet       |

| Blason de Essert | Blason  | D'argent à la fasce de gueules accompagnée de trois fleurs de lys d'azur. |
| Blason de Essert | Détails | Le statut officiel du blason reste à déterminer.                          |

| Blason de Étueffont | Blason  | Parti: au 1er d'or à deux chevrons de sable, au 2e de sable à deux chevrons d'or.                     |
| Blason de Étueffont | Détails | D'Hozier a attribué "D'or à deux chevrons de sable". Le statut officiel du blason reste à déterminer. |

| Blason de Évette-Salbert | Blason  | Coupé d'or à un mont de trois coupeaux de sinople mouvant des flancs et de la partition, et d'azur à trois canettes d'argent nageant chacune sur une onde du même ; à la divise du même brochant sur la partition. |
| Blason de Évette-Salbert | Détails | Le statut officiel du blason reste à déterminer. |

- Haut – A
- B
- C
- D
- E
- F
- G
- H
- I
- J
- K
- L
- M
- N
- O
- P
- Q
- R
- S
- T
- U
- V
- W
- X
- Y
- Z

## F
| Blason de Faverois | Blason  | D'or à une gerbe de joncs de sinople mouvant de la pointe et surmontée de deux fleurs de lis de gueules.                                                                       |
| Blason de Faverois | Détails | Les lys de gueules évoquent les deux seigneuries du lieu : les Mazarin et les Bardaud. Les joncs évoquent le canton de Delle. Le statut officiel du blason reste à déterminer. |

| Blason de Fêche-l'Église | Blason  | D'azur à un coq d'or crêté, barbé et membré de gueules, accompagné de trois écussons d'argent. |
| Blason de Fêche-l'Église | Détails | Le statut officiel du blason reste à déterminer.                                               |

| Blason de Felon | Blason  | D'azur à une roue de moulin d'or surmontée d'un tau d'argent. |
| Blason de Felon | Détails | Le statut officiel du blason reste à déterminer.              |

| Blason de Florimont | Blason  | Écartelé de gueules à deux bars adossés d'argent, et d’azur à deux fleurs de lys d'or. |
| Blason de Florimont | Détails | Le statut officiel du blason reste à déterminer.                                       |

| Blason de Fontaine | Blason  | De sable à la fontaine d'argent.                                                                              |
| Blason de Fontaine | Détails | Armes parlantes. Armoiries attribuées à la commune par D'HOZIER en 1696, adoptées depuis à une date inconnue. |

| Blason de Fontenelle | Blason  | Écartelé d’azur au lion d’or, et de gueules à un dextrochère paré d’argent mouvant du flanc senestre et tenant une massue d’or inclinée en barre. |
| Blason de Fontenelle | Détails | Le statut officiel du blason reste à déterminer.                                                                                                  |

| Blason de Foussemagne | Blason  | De gueules à l'aigle bicéphale d'argent, becquée et membrée d'or. |
| Blason de Foussemagne | Détails | Après le retour de l'Alsace à la France en 1648, le fief devint seigneurie et la famille seigneuriale du lieu, les REINACH-FOUSSEMAGNE, firent inscrire dans l'armorial général de France les armes suivantes pour la seigneurie : «De gueules à un aigle à deux têtes d'argent, becqué et membré d'or». Armoiries attribuées à la commune par D'HOZIER en 1696, adoptées depuis à une date inconnue. |

| Blason de Frais | Blason  | D’or au lion de sable lampassé de gueules et chaperonné d’azur. |
| Blason de Frais | Détails | L'Armorial des Communes de France annonce d'argent à un lion de sable lampassé d'azur ; le tout chaperonné de gueules. Le statut officiel du blason reste à déterminer. |

| Blason de Froidefontaine | Blason  | D'azur à trois glands d'or rangés en fasce.      |
| Blason de Froidefontaine | Détails | Le statut officiel du blason reste à déterminer. |

- Haut – A
- B
- C
- D
- E
- F
- G
- H
- I
- J
- K
- L
- M
- N
- O
- P
- Q
- R
- S
- T
- U
- V
- W
- X
- Y
- Z

## G
| Blason de Giromagny | Blason  | D'argent à trois tours couvertes de gueules, pavillonnées d'or et ouvertes du champ, posées sur une terrasse du même. |
| Blason de Giromagny | Détails | Armoiries attribuées à la ville par D'HOZIER, en 1696, selon ses spécifications.                                      |

| Blason de Grandvillars | Blason  | Écartelé d'azur à trois écussons d'argent, et du premier à un coq d’or crêté, barbé, becqué et membré de gueules. |
| Blason de Grandvillars | Détails | Le statut officiel du blason reste à déterminer.                                                                  |

| Blason de Grosmagny | Blason  | D'azur aux trois flèches renversées d'or, passées en sautoir et en pal, liées de gueules.                                              |
| Blason de Grosmagny | Détails | Armes identiques à celles de Sermamagny, ce qui présage d'un passé Historique commun. Le statut officiel du blason reste à déterminer. |

| Blason de Grosne | Blason  | Parti d'azur à l'épée basse d'or, et de gueules à la clé renversée d'argent. |
| Blason de Grosne | Détails | L'épée rappelle que Grosne possédait en 1665 son propre tribunal. La clé représente le pouvoir de Grosne sur Grosne, Boron, Recouvrance, Vellescot, Nermanible. Le statut officiel du blason reste à déterminer. |

- Haut – A
- B
- C
- D
- E
- F
- G
- H
- I
- J
- K
- L
- M
- N
- O
- P
- Q
- R
- S
- T
- U
- V
- W
- X
- Y
- Z

## J
| Blason de Joncherey | Blason  | Coupé de gueules à deux hachettes d'argent emmanchées d'or posées en sautoir et adossées, et d'or à une touffe de joncs de sinople mouvant de la pointe. |
| Blason de Joncherey | Détails | Armes parlantes. (joncs) Le statut officiel du blason reste à déterminer.                                                                                |

- Haut – A
- B
- C
- D
- E
- F
- G
- H
- I
- J
- K
- L
- M
- N
- O
- P
- Q
- R
- S
- T
- U
- V
- W
- X
- Y
- Z

## L
| Blason de Lachapelle-sous-Chaux | Blason  | De sable à l'aigle d'or.                         |
| Blason de Lachapelle-sous-Chaux | Détails | Le statut officiel du blason reste à déterminer. |

| Blason de Lachapelle-sous-Rougemont | Blason  | De gueules à un clocher d'or posé sur une terrasse rocheuse de sinople ; chapé d'azur chargé de deux étoiles de six rais du second.                                                                                                  |
| Blason de Lachapelle-sous-Rougemont | Détails | * Il y a là non-respect de la règle de contrariété des couleurs : ces armes sont fautives (sinople sur gueules). Conflit héraldique : la tour apparaît ouverte et ajourée de sable. Le statut officiel du blason reste à déterminer. |

| Blason de Lacollonge | Blason  | De sable à une roue de moulin de huit rais d’argent, accompagnée à chaque canton de deux épis de blé aux tiges passées en sautoir, ceux de dextre en barre, ceux de senestre en bande, surmontée d’un casque italo-celtique du même et soutenue d’une fleur de lys, le tout d’or. |
| Blason de Lacollonge | Détails | Le statut officiel du blason reste à déterminer. |

| Blason de Lagrange | Blason  | D’azur à trois gerbes d’or liées de sable.       |
| Blason de Lagrange | Détails | Le statut officiel du blason reste à déterminer. |

| Blason de Lamadeleine-Val-des-Anges | Blason  | D'or à deux pics de mineur de sable passés en sautoir, et accompagnés d'un croissant du même en pointe. |
| Blason de Lamadeleine-Val-des-Anges | Détails | Le statut officiel du blason reste à déterminer.                                                        |

| Blason de Lebetain | Blason  | De sinople à un cœur d'or.                       |
| Blason de Lebetain | Détails | Le statut officiel du blason reste à déterminer. |

| Blason de Lepuix | Blason  | De gueules à un mont de trois coupeaux de sinople* mouvant de la pointe, surmonté de deux marteaux de carrier d'argent passés en sautoir.                         |
| Blason de Lepuix | Détails | * Il y a là non-respect de la règle de contrariété des couleurs : ces armes sont fautives (sinople sur gueules). Le statut officiel du blason reste à déterminer. |

| Blason de Leval | Blason  | D'azur à la barque d'or (soutenue de l'inscription « LEVAL » du même). |
| Blason de Leval | Détails | Le statut officiel du blason reste à déterminer.                       |

Pas d'information pour les communes de Larivière et Lepuix-Neuf.
- Haut – A
- B
- C
- D
- E
- F
- G
- H
- I
- J
- K
- L
- M
- N
- O
- P
- Q
- R
- S
- T
- U
- V
- W
- X
- Y
- Z

## M
| Blason de Menoncourt | Blason  | D'azur semé de croissants d'or.                  |
| Blason de Menoncourt | Détails | Le statut officiel du blason reste à déterminer. |

| Blason de Meroux | Blason  | Parti d'azur à trois pommes de pin versées d'or, et de gueules à trois besants du second.                                               |
| Blason de Meroux | Détails | Blason Historique : Le 1er janvier 2019, les communes de Meroux et de Moval fusionnent pour former la commune nouvelle de Méroux-Moval. |

| Blason de Meroux-Moval | Blason  | Coupé de bleu céleste à trois jumelles d'or, à deux lettres capitales M entrelacées brochantes, l'une de gueules l'autre d'azur ; et d'un parti du même à trois pommes de pin versées du second, et du troisième à trois besants du second. |
| Blason de Meroux-Moval | Détails | Le bleu céleste, non reconnu par l'héraldique française, rend la validité de cette création discutable. Armoiries conçues par l'ensemble des habitants de la commune, et adoptées le 14 juin 2019.                                          |

| Blason de Méziré | Blason  | Écartelé : au 1er d'azur à deux bars adossés d'or ; au 2d de gueules à un marteau et une pince d'or posés en chevron renversé ; au 3e de gueules à trois grenades d'or tigées et feuillées de sinople ; au 4e d'azur semé de billettes d'or à un lion couronné d'or armé et lampassé de gueules brochant: à la croix d'argent brochant sur l'écartelé et à une maison d'or essorée de gueules brochant sur la croix. |
| Blason de Méziré | Détails | Le statut officiel du blason reste à déterminer. |

| Blason de Montbouton | Blason  | D'argent à un lévrier rampant contourné de sable. |
| Blason de Montbouton | Détails | Adopté le 24 janvier 1959.                        |

| Blason de Montreux-Château | Blason  | D'azur au château d'or sur une terrasse de sinople. Ornements extérieurs - Croix de guerre 1914-1918 |
| Blason de Montreux-Château | Détails | Le statut officiel du blason reste à déterminer.                                                     |

| Blason de Morvillars | Blason  | D'azur aux trois écussons d'argent, chapé du même.                                                                 |
| Blason de Morvillars | Détails | Les écussons représentent les trois hameaux constitutifs du lieu. Le statut officiel du blason reste à déterminer. |

| Blason de Moval | Blason  | D’azur à trois jumelles d'or à un M majuscule de gueules brochant sur le tout.                                                          |
| Blason de Moval | Détails | Blason Historique : Le 1er janvier 2019, les communes de Meroux et de Moval fusionnent pour former la commune nouvelle de Méroux-Moval. |

- Haut – A
- B
- C
- D
- E
- F
- G
- H
- I
- J
- K
- L
- M
- N
- O
- P
- Q
- R
- S
- T
- U
- V
- W
- X
- Y
- Z

## N
| Blason de Novillard | Blason  | D'azur à l'arbre arraché d'or.                   |
| Blason de Novillard | Détails | Le statut officiel du blason reste à déterminer. |

- Haut – A
- B
- C
- D
- E
- F
- G
- H
- I
- J
- K
- L
- M
- N
- O
- P
- Q
- R
- S
- T
- U
- V
- W
- X
- Y
- Z

## O
| Blason de Offemont | Blason  | De gueules à la fasce d'argent chargée d'un cœur du champ. |
| Blason de Offemont | Détails | Le statut officiel du blason reste à déterminer.           |

- Haut – A
- B
- C
- D
- E
- F
- G
- H
- I
- J
- K
- L
- M
- N
- O
- P
- Q
- R
- S
- T
- U
- V
- W
- X
- Y
- Z

## P
| Blason de Pérouse | Blason  | De sable au lion d'or.                           |
| Blason de Pérouse | Détails | Le statut officiel du blason reste à déterminer. |

| Blason de Petit-Croix | Blason  | D'argent à une fleur de lys de gueules, au chef d'azur chargé de trois croissants du champ. |
| Blason de Petit-Croix | Détails | Le statut officiel du blason reste à déterminer.                                            |

| Blason de Petitefontaine | Blason  | D'azur à la fontaine du lieu d'or(une fontaine carrée sommée d'une flèche pommetée de deux pièces l'une sur l'autre, le bassin rectangulaire à senestre, le tout d'or en perspective cavalière), soutenue d'une divise ondée d'argent. |
| Blason de Petitefontaine | Détails | Armes parlantes. (fontaine) Le statut officiel du blason reste à déterminer. |

| Blason de Petitmagny | Blason  | Parti d'argent au lion de sinople, et de pourpre à la lettre P onciale d'argent. |
| Blason de Petitmagny | Détails | Le statut officiel du blason reste à déterminer.                                 |

| Blason de Phaffans | Blason  | De sinople au berger contourné de sable, habillé d'une cape et d'un capuchon du même, tenant une houlette de gueules de sa main senestre, accompagné à senestre de trois brebis dispersées d'argent, celle de la pointe buvant dans une mare d'azur mouvant de la pointe senestre ; au chef parti, les deux champs d'or à la roue de moulin de huit rais de sable sur une rivière d'azur mouvant de la pointe ; le contour de l'écu et traits de partition rehaussés d'un filet d'azur. Devise / Cri«Pastor fidelis animarum fidelium» |
| Blason de Phaffans | Détails | Le statut officiel du blason reste à déterminer. |

- Haut – A
- B
- C
- D
- E
- F
- G
- H
- I
- J
- K
- L
- M
- N
- O
- P
- Q
- R
- S
- T
- U
- V
- W
- X
- Y
- Z

## R
| Blason de Réchésy | Blason  | D'azur à une fleur de lys d'or surmontée de la couronne des fils de France du même.                                                                                             |
| Blason de Réchésy | Détails | Les deux attributs de la Royauté rappellent l'attachement et la fidélité des habitants de la commune à la France et à sa cour. Le statut officiel du blason reste à déterminer. |

| Blason de Recouvrance | Blason  | D'azur à trois jumelles d'or, à une clef de gueules brochant sur le tout. |
| Blason de Recouvrance | Détails | Le statut officiel du blason reste à déterminer.                          |

| Blason de Reppe (Territoire de Belfort) | Blason  | D'azur au sautoir d'or accompagné en chef d'un peigne de même. |
| Blason de Reppe (Territoire de Belfort) | Détails | Le peigne évoque Saint Blaise, saint patron de la paroisse du lieu. Armoiries adoptées le 7 décembre 2012, en remplacement des armoiries à enquerre proposées par M. Camille HEIDET. |

| Blason de Riervescemont | Blason  | D'azur à la truite d'argent miraillée de sable.                                                                      |
| Blason de Riervescemont | Détails | Remise en conformité par M. Daniel JURIC des armes proposées par M. HEIDET en 1988 ; Armes adoptées le 9 avril 2018. |

| Blason de Romagny-sous-Rougemont | Blason  | Parti de gueules au lion de sable*, et d'argent à trois roses de gueules rangées en pal, accompagnées de six besants d'or* ordonnés 2-2-2 et intercalés entre les roses.                                                                             |
| Blason de Romagny-sous-Rougemont | Détails | * Il y a là non-respect de la règle de contrariété des couleurs : ces armes sont fautives (sable sur gueules + or sur argent). Conflit héraldique : le 2 ne montre que deux roses et trois besants. Le statut officiel du blason reste à déterminer. |

| Blason de Roppe | Blason  | D'or à la croix de sable cantonnée de quatre roues du même. |
| Blason de Roppe | Détails | Le statut officiel du blason reste à déterminer.            |

| Blason de Rougegoutte | Blason  | De gueules à la salamandre d'or.                 |
| Blason de Rougegoutte | Détails | Le statut officiel du blason reste à déterminer. |

| Blason de Rougemont-le-Château | Blason  | D'azur à la montagne de gueules* chargée de trois besants d'or et sommée d'une tour d'or maçonnée de sable.                                                                                |
| Blason de Rougemont-le-Château | Détails | * Il y a là non-respect de la règle de contrariété des couleurs : ces armes sont fautives (rouge sur bleu). Armes parlantes. (mont rouge) Le statut officiel du blason reste à déterminer. |
| Blason de Rougemont-le-Château | Alias   | De gueules à un mouton d'argent passant et à deux fleurs de lys en chef. |

- Haut – A
- B
- C
- D
- E
- F
- G
- H
- I
- J
- K
- L
- M
- N
- O
- P
- Q
- R
- S
- T
- U
- V
- W
- X
- Y
- Z

## S
| Blason de Saint-Dizier-l'Évêque | Blason  | Parti d’or au lion contourné de gueules, la queue fourchée passée en sautoir, et d’azur à une crosse épiscopale d’or. |
| Blason de Saint-Dizier-l'Évêque | Détails | Le statut officiel du blason reste à déterminer.                                                                      |

| Blason de Saint-Germain-le-Châtelet | Blason  | D'azur à la fasce abaissée et bastillée d'or, maçonnée de sable, surmontée d'une mitre d'or. |
| Blason de Saint-Germain-le-Châtelet | Détails | Le statut officiel du blason reste à déterminer.                                             |

| Blason de Sermamagny | Blason  | D'azur à trois flèches renversées d'or, passées en pal et sautoir, liées de gueules.                                       |
| Blason de Sermamagny | Détails | Armes identiques à Gromagny, officialisées par les Traités de Westphalie. Le statut officiel du blason reste à déterminer. |

| Blason de Sevenans | Blason  | D’azur à trois jumelles d’or, à la bordure de gueules. |
| Blason de Sevenans | Détails | Le statut officiel du blason reste à déterminer.       |

| Blason de Suarce | Blason  | D’argent à la fleur de lys de gueules, une fasce ondée de sable brochant sur le tout. |
| Blason de Suarce | Détails | Le statut officiel du blason reste à déterminer.                                      |

- Haut – A
- B
- C
- D
- E
- F
- G
- H
- I
- J
- K
- L
- M
- N
- O
- P
- Q
- R
- S
- T
- U
- V
- W
- X
- Y
- Z

## T
| Blason de Trévenans | Blason  | "D'azur à la bande haussée d'or chargée d'une bande du champ trois fois tronçonnée en chevron et accompagnée en pointe de trois filets du même." |
| Blason de Trévenans | Détails | Adopté en 2014 |

- Haut – A
- B
- C
- D
- E
- F
- G
- H
- I
- J
- K
- L
- M
- N
- O
- P
- Q
- R
- S
- T
- U
- V
- W
- X
- Y
- Z

Pas d'information pour Thiancourt

## U
| Blason de Urcerey | Blason  | De gueules à un ours rampant d'or.                                                 |
| Blason de Urcerey | Détails | Armes parlantes (Ours → Urcerey). Le statut officiel du blason reste à déterminer. |

## V
| Blason de Valdoie | Blason  | D'argent à la bande ondée d'azur accompagnée de deux fleurs de lys de gueules. |
| Blason de Valdoie | Détails | Le statut officiel du blason reste à déterminer.                               |

| Blason de Vauthiermont | Blason  | De sable à deux lions affrontés d'argent. |
| Blason de Vauthiermont | Détails | - À ne pas confondre avec Angeot, qui porte l'inverse : D'argent à deux lions affrontés de sable. Le statut officiel du blason reste à déterminer. |

| Blason de Vétrigne | Blason  | De sinople au chevron versé abaissé d'or accompagné d'un croissant du même en chef. |
| Blason de Vétrigne | Détails | Le statut officiel du blason reste à déterminer.                                    |

| Blason de Vézelois | Blason  | D'azur à trois pommes de pin versées d'or. |
| Blason de Vézelois | Détails | Armes similaires à celles de Méroux (désormais Méroux-Moval), ce qui laisse présager d'un passé Historique commun. Armoiries attribuées à la commune par D'HOZIER en 1696, et portées depuis par la municipalité. |

| Blason de Villars-le-Sec | Blason  | De gueules chaussé d'or.                         |
| Blason de Villars-le-Sec | Détails | Le statut officiel du blason reste à déterminer. |

Pas d'information pour Vescemont.
Vellescot porte un pseudo-blason.
- Haut – A
- B
- C
- D
- E
- F
- G
- H
- I
- J
- K
- L
- M
- N
- O
- P
- Q
- R
- S
- T
- U
- V
- W
- X
- Y
- Z